# Assistenzsystem
Assistenzsysteme umfassen alle Arten von Informationen, die einen Benutzer beim Gebrauch eines Produkts unterstützen.

## Fahrerassistenzsystem
In Kraftfahrzeugen sind häufig Assistenzsysteme verbaut, um den Fahrer in bestimmten Fahrsituationen zu unterstützen. Mögliche Funktionalitäten sind z. B. Spurhalteassistent, ein Abstandsregeltempomat, Spurwechselassistent und Notbremsassistent.

## Assistenzsysteme in Anwendungssoftware
Assistenzsysteme in Anwendungssoftware bieten punktuelle Information und Hilfestellung zur Erleichterung der Bedienung. Dazu gehören zum Beispiel:
- Beschriftung der Benutzeroberfläche (wie z. B. Titelzeile, Beschriftung für Menüs, Schaltflächen, Felder)
- Tooltips bzw. Balloon Help
- Meldungen
- Assistenten (Wizards)
- kontextsensitive Hilfe (auf Element- und Dialog-Ebene)
- kontextfreie Hilfe

Assistenzsysteme werden in Primär-Assistenz und Sekundär-Assistenz unterschieden:
- Primär-Assistenz: Alle Informationen, die an der Benutzeroberfläche auf den ersten Blick sichtbar sind, ohne dass ein Nutzer etwas tun muss (z. B. Beschriftungen, Statuszeile usw.).
- Sekundär-Assistenz: Alle Informationen, die nicht auf den ersten Blick sichtbar sind und für die ein Nutzer erst etwas tun muss (z. B. Tooltip: Maus bewegen).